# Lijst van spelers van Club de Deportes Santiago Wanderers
Deze lijst omvat voetballers die bij de Chileense voetbalclub Club de Deportes Santiago Wanderers spelen of gespeeld hebben. De spelers zijn alfabetisch gerangschikt.

## A
- Luis Acevedo
- Arturo Acuña
- Oscar Alfaro
- Jorge Almirón
- Juan Alvarado
- Iván Álvarez
- Miguel Ardiman
- Francisco Atura
- Moisés Ávila

## B
- Telésforo Báez
- Rodrigo Barra
- Jerónimo Barrales
- Hugo Bascuñán
- Luis Benítez
- Richard Benítez
- Roberto Bishara
- Hernando Bogados
- Claudio Borghi
- Manuel Bravo
- Braulio Brizuela

## C
- Ricardo Cabrera
- Fernando Campos
- Víctor Cancino
- Vicente Cantatore
- Enrique Cárdenas
- Frank Carilao
- Alejandro Carrasco
- Jefferson Castillo
- Juan Cobelli
- Gino Cofré
- Humberto Contreras
- Jorge Contreras
- José Contreras
- Marcelo Corrales

## D
- Héctor Desvaux
- César Díaz
- Guillermo Díaz
- Ricardo Díaz

## E
- Humberto Elgueta
- César Espinoza

## F
- José Fernández
- Ronnie Fernández
- Silvio Fernández
- Diego Figueroa
- Elías Figueroa
- Cristián Flores
- Felipe Flores
- Pablo Fontanello
- José Antonio Franco

## G
- Mario Galindo
- Cristián Gálvez
- Piero Gárate
- Jorge García
- Manuel Geldes
- Eric Godoy
- Rodrigo Goldberg
- Álex González
- Aníbal González
- Carlos Gonzalez
- Hugo González
- Próspero González
- Ricardo González
- Jaime Grondona

## H
- Eduardo Herrera
- Carlos Hill
- Carlos Hoffmann
- Reinaldo Hoffmann

## J
- José Jiménez

## K
- Giakumis Kodogiannis

## L
- Roy Lester
- Juan Letelier
- Claudio Lizama
- Franklin Lobos
- Pablo López
- Roberto Luco

## M
- Fernando Martel
- Eugenio Mena
- Eugenio Méndez
- Sebastián Méndez
- Gabriel Mendoza
- Alberto Montaño
- Pedro Monzón
- Tressor Moreno
- Carlos Muñoz
- Claudio Muñoz
- Cristián Muñoz
- Fabián Muñoz
- Guillermo Muñoz
- Jorge Muñoz
- Raúl Muñoz

## N
- Raul Naif
- Rodrigo Naranjo
- Reinaldo Navia
- Claudio Nuñez
- Héctor Núñez
- Rodrigo Núñez
- Sergio Nuñez

## O
- Juan Olivares
- Óscar Opazo
- Jorge Ormeño
- Fernando Osorio
- Luis Oyarzún

## P
- Augustin Parra
- Mariano Pasini
- Francisco Pedraza
- Emanuel Perea
- Matías Pérez
- Rodrigo Pérez
- Dwight Pezzarossi
- Jesús Picó
- David Pizarro
- Francisco Prieto

## Q
- Franco Quiroga
- René Quitral

## R
- David Reyes
- Jaime Riveros
- Juan Robledo
- Andrés Robles
- Héctor Robles
- Javier Robles
- Sebastián Rocco
- Bruno Romo

## S
- Osvaldo Sáez
- Raúl Sánchez
- Arturo Sanhueza
- Frank Schulz
- Óscar Scotto
- Cristián Sepúlveda
- Iván Sepúlveda
- Juan Silva
- Michael Silva
- Alejandro da Silva
- Joel Soto
- Guillermo Subiabre

## T
- César Talma
- Javier Tetes
- Armando Tobar
- Patricio Toledo
- Carlos Toro
- Raúl Toro
- Guillermo Torres

## U
- Sebastián Ubilla
- Victor Urrejola

## V
- Francisco Valdés
- Alberto Valentini
- Rodrigo Valenzuela
- John Valladares
- Alex Varas
- Marcelo Vega
- Mario Véner
- Fabián Vera
- Nelson Vera
- Carlos Verdejo
- Pedro Vergara
- Mauricio Viana
- Diego Villar
- Moisés Villarroel
- Juan Viveros

## Y
- Alexis Yáñez